# Enhanced Graphics Adapter

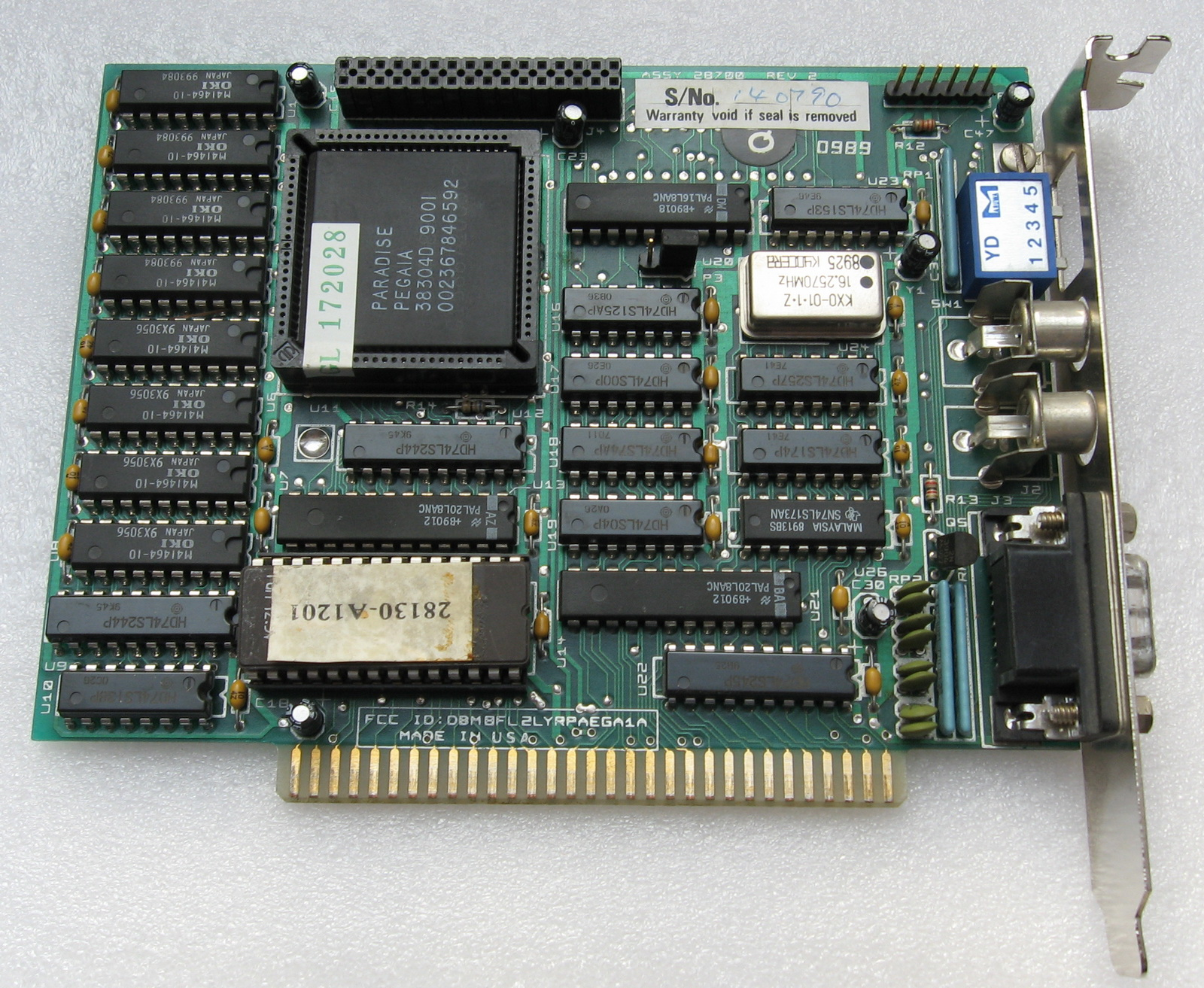
Tarjeta EGA Paradise.

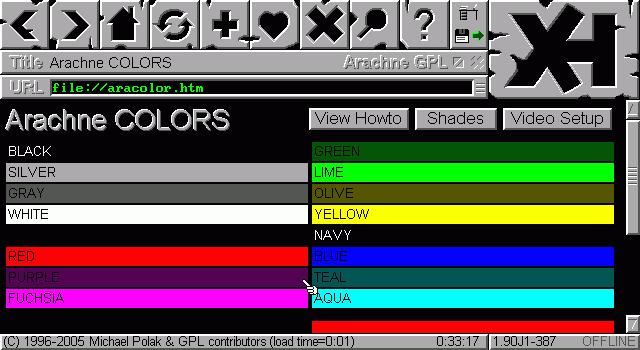
Arachne en modo 640×350. La captura de pantalla contiene 14 colores.

EGA es el acrónimo inglés de Enhanced Graphics Adapter, la especificación estándar de IBM PC para visualización de gráficos, situada entre CGA y VGA en términos de rendimiento gráfico (es decir, amplitud de colores y resolución). Introducida en 1984 por IBM para sus nuevos IBM Personal Computer/AT, EGA tenía una profundidad de color de 16 colores y una resolución de hasta 640×350 píxeles. La tarjeta EGA tenía 16 kilobytes de ROM para ampliar la de la BIOS con funciones adicionales e incluía el generador de direcciones de vídeo Motorola 6845.
A cada uno de los 16 colores se les podía asignar un color RGB de una paleta en el modo de alta resolución 640×350; EGA permitía escoger los colores de una paleta de 64 diferentes (dos bits por píxel para rojo, verde y azul). EGA también incluía la función completa de 16 colores de CGA en los modos gráficos de 640×200 y 320×200; solo los colores 16 CGA/RGBI estaban disponibles en este modo. Los modos CGA originales estaban presentes, pero EGA no era 100% compatible con CGA. EGA también podía controlar un monitor MDA ajustando los jumpers de la placa; solo a 640×350.
La tarjeta IBM EGA básica incluía 64 KiB de memoria de vídeo, suficiente para controlar un monitor monocromo de alta resolución (y permitiendo todos los colores a 640×200 y 320×200), si bien la mayoría de las tarjetas EGA y sus clones incluían 256 KiB de memoria. Algunos clones de EGA de terceros fabricantes (principalmente las tarjetas de ATI Technologies y Paradise) incluían un rango de gráficos ampliado (por ejemplo, 640×400, 640×480 y 720×540), así como detección automática del monitor, y algunas un modo especial de 400 líneas para usar con monitores CGA.
El estándar EGA quedó obsoleto con la introducción del VGA por IBM en abril de 1987 con los IBM Personal System/2. 